# Zappes

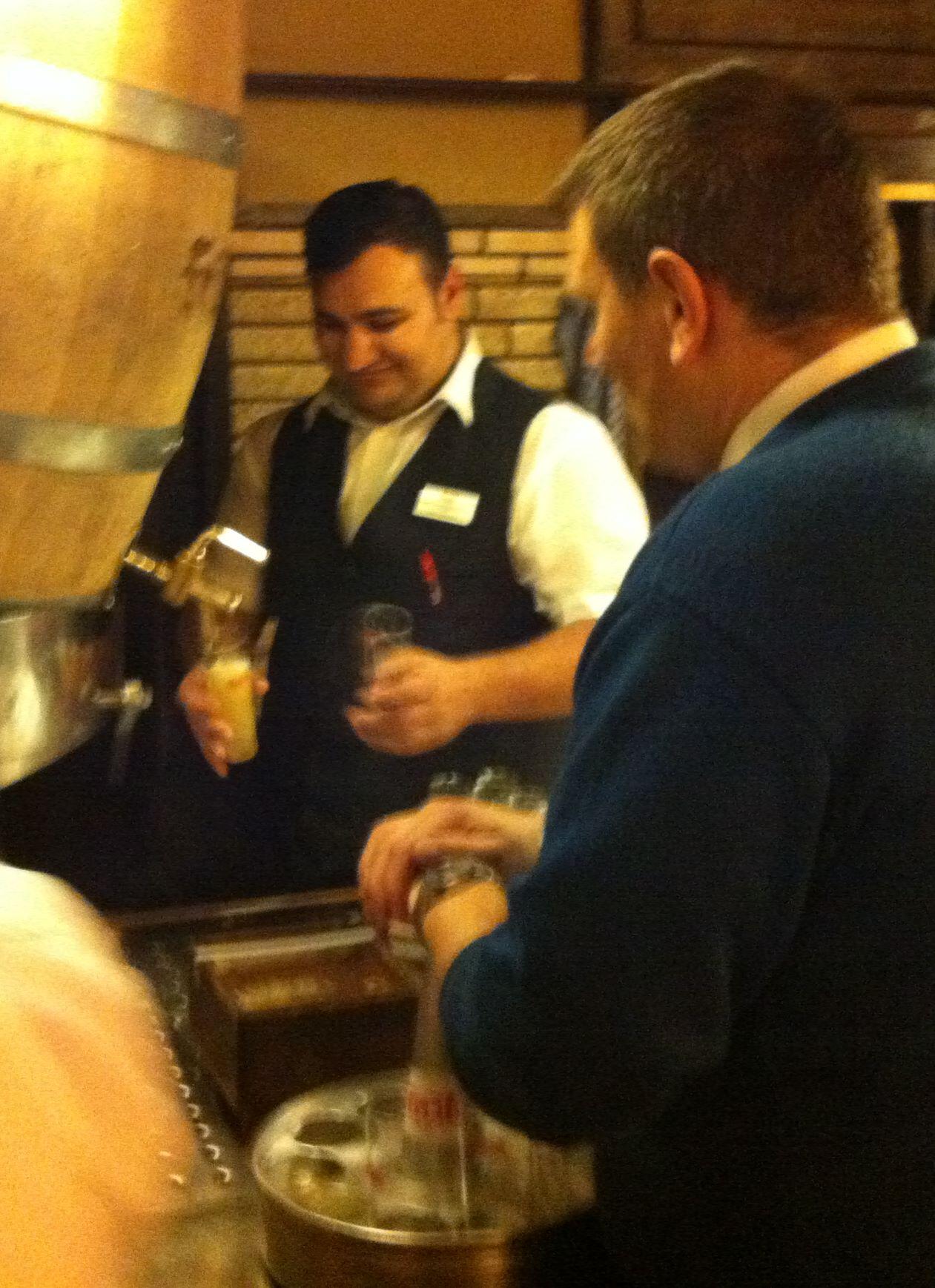
Zappes und Köbes im Cölner Hofbräu Früh, 2013

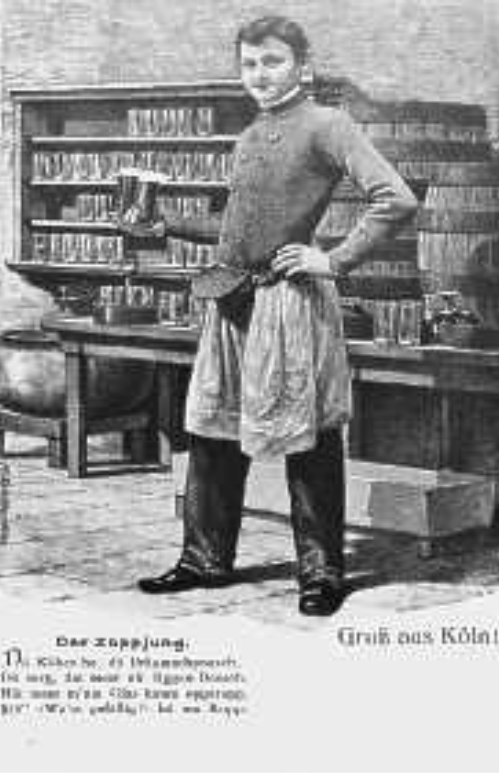
Zappjung um 1905

Der Zappes ist im Rheinland der Zapfkellner, der das Kölsch oder Alt aus dem Fass an den Köbes oder in kleineren Kneipen auch direkt an Gäste ausschenkt.
Der Köbes bezahlt das Bier traditionell mit Biermarke, die auf einen hölzernen Kasten gelegt werden. Der Zappes wird von der Brauerei über einen Stundenlohn entlohnt, da er meist keinen Anteil am Trinkgeld hat. Noch am Anfang des 20. Jahrhunderts wurde die Tätigkeit oft von minderjährigen Zappjungs durchgeführt. Der Name leitet sich von Zappes für Zapfhahn ab.